# خوتين
خوتين هي مدينة تقع في تشيرنيفتسي أوبلاست في غرب أوكرانيا وعاصمة كهوتين رايون. ووفقاً للإحصائيات الأوكرانية عام 2001 بلغ عدد سكانها 11,124 نسمة. في الفترة ما بين (1359–1812) كانت المدينة جزءاً من مولدوفا و(1812–1917) تبعت الإمبراطورية الروسية و(1917-1918) الجمهورية المولدافية الديمقراطية و(1918–1940, 1941–1944) لرومانيا و(1940–1941, 1944–1991) للإتحاد السيوفتي.

## أعلام
- قره قاش محمد باشا
- عبدي باشا
- علمدار مصطفى باشا